# Конрад Хоенщауфен
Конрад Хоенщауфен (на немски: Konrad der Staufer; * ок. 1134-1136; † 8 или 9 ноември 1195) е от 1156 до 1195 г. пфалцграф при Рейн, основател на град Хайделберг.
Той е син на швабския херцог Фридрих II и втората му съпруга Агнес фон Саарбрюкен, дъщеря на граф Фридрих фон Сааргау. Той е полубрат на император Фридрих Барбароса, който през 1156 г. на Имперското събрание в Регенсбург му дава титлата пфалцграф.
Конрад се жени за дъщерята на граф Готфрид I фон Спонхайм, която умира през 1159/1160 г. С нея той има един син:
- Готфрид фон Хоенщауфен († 1187/1188).

Конрад се жени ок. 1160 г. втори път за Ирмгард фон Хенеберг († 1197), дъщеря на граф Бертхолд I фон Хенеберг, бургграф на Вюрцбург († 18 октомври 1159 в Палестина). С нея той има три деца:
- Фридрих († 3 септември пр. 1189)
- Конрад († 1186)
- Агнес († 9 май 1204), омъжва се на 3 февруари 1194 г. в замък Щалек за Хайнрих V Старши фон Брауншвайг (Велфи), 1195–1212 пфалцграф при Рейн.

Конрад и двете му съпруги са погребани в манастир Шьонау. Неговото наследство попада на дъщеря му Агнес и нейния съпруг, Хайнрих Старши фон Брауншвайг.